# Zoran Erić
Zoran Erić (Beograd, 6. oktobar 1950 — 20. januar 2024) bio je srpski kompozitor savremene klasične muzike i univerzitetski profesor. Erić je bio redovni profesor pri Katedri za kompoziciju i orkestraciju Fakulteta muzičke umetnosti u Beogradu. Držao je međunarodne majstorske kurseve po pozivu na Guildhall School of Music and Drama u Londonu i Iresia u Atini. Bio je prorektor Univerziteta umetnosti u Beogradu od 2000. do 2004. godine.

## Biografija
Zoran Erić je muzičko školovanje započeo u najranijem detinjstvu. Svirao je klavir i violinu, a diplomirao i magistrirao kompoziciju na Muzičkoj akademiji u Beogradu u klasi S. Rajičića. Usavršavao se kraće vreme na Orfovom institutu u Salcburgu i na majstorskom kursu V. Lutoslavskog u Grožnjanu. Erićev opus obuhvata dva baleta, dela za hor, orkestar, solističku i kamernu muziku sa i bez žive elektronike na kom polju je aktivan i kao izvođač. Dela su mu izvodili ugledni domaći i inostrani izvođači u gotovo svim zemljama Evrope, SAD, Kini i Australiji.

## Nagrade
Dobitnik je velikog broja nagrada i priznanja (dvostruki laureat Mokranjčeve nagrade, Oktobarska nagrada grada Beograda, dvostruki dobitnik Zlatne mimoze za filmsku muziku, YUSTAT Grand Prix za pozorišnu muziku, Sterijina nagrada, Velika zlatna medalja Univerziteta umetnosti u Beogradu, Konjovićeva nagrada) Nagrada "Grad teatar" za dramsko stvaralaštvo.

## Odabrana dela
- Senario za dva violončela
- Off za kontrabas i gudače
- Cartoon za gudače i čembalo
- Talea Konzertstück za violinu i gudače
- The Great Red Spot of Jupiter za ozvučeno čembalo, udaraljke i live electronics
- The Abnormal Beats of Dogon za bas klarinet, klavir, udaraljke, usnu bas-harmoniku i live electronics
- Helium u maloj kutiji za gudače
- Nisam govorio za alt saksofon, usnu bas-harmoniku, glumca naratora i mešoviti hor
- Oberon za flautu i orkestar
- Šest scena – komentara za tri violine i simfonijski orkestar

Komponovao je muziku za mnoge pozorišne predstave: Medeja, Magbet, Proces, Ptice, Hamlet, Kralj Lir, Život je san, San letnje noći, Čekajući Godoa, Ruža vetrova, Simon čudotvorac, Kralj Lir, Dama s kamelijama, Banović Strahinja, Karolina Nojber, Koreni, Antigona u NY, Maksim Crnojević, Zver na mesecu, Frederik, Pogled u nebo, Egzibicionista, Galeb, Posetilac ,Mala trilogija smrti, Tvrđava i druge.
Komponovao je muziku za filmove:
- Ubistvo sa predumišljajem (1995)
- Stršljen (1998)
- Senke uspomena (2000)
- Nataša (2001)
- Pogled u nebo (2007)

## Literatura
- Ko je ko, Bibliofon, Beograd, 1995.

## Spoljašnje veze
- Zoran Erić на веб-сајту  (језик: енглески)
- Biografija na sajtu Muzičke centrale
- Bemus mora da iznenadi i zaokupi - intervju („Politika“, 11. oktobar 2012)